# 多福章
多福章（阿拉伯语：‎）是《古兰经》第108篇苏拉，也是最短的一章。对于这一章何时降示，人们仍有许多不同的说法。按照伊本·易斯哈格的说法，该章降示于麦加，在夜行登霄之前。